# Чашоподібний знак

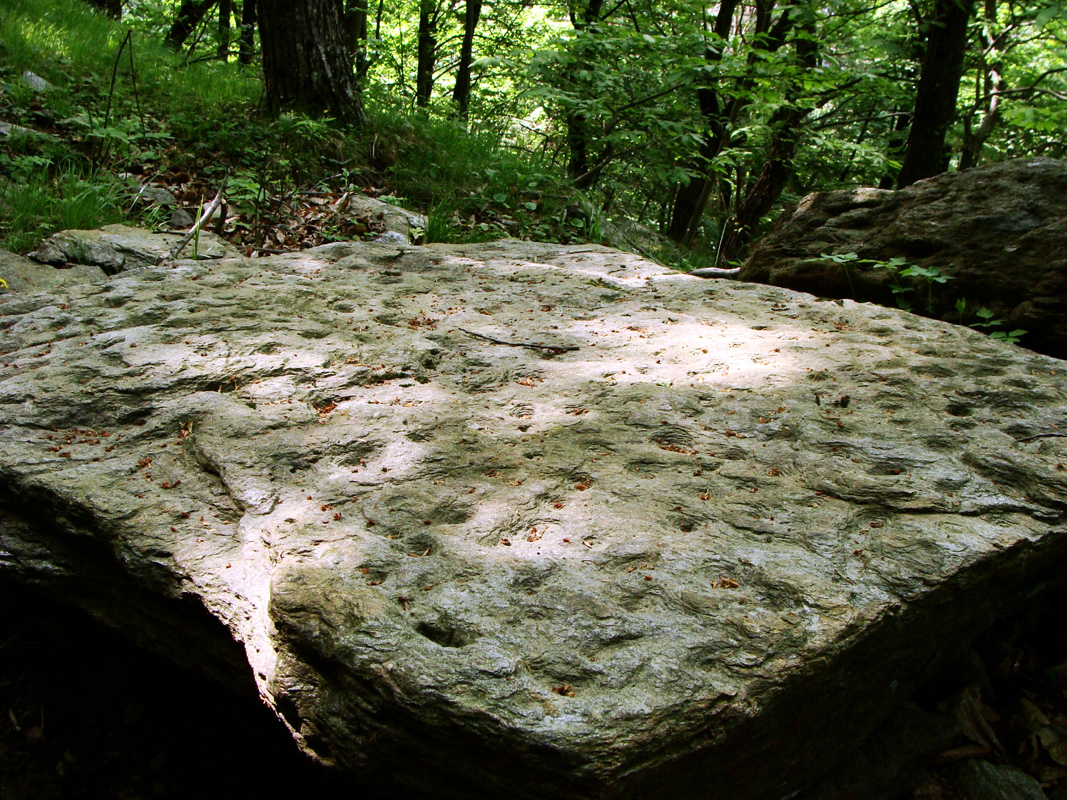
В П'ємонті є безліч каменів з чашоподібними знаками. Пера-Кревола, Долина Сузи, Італія

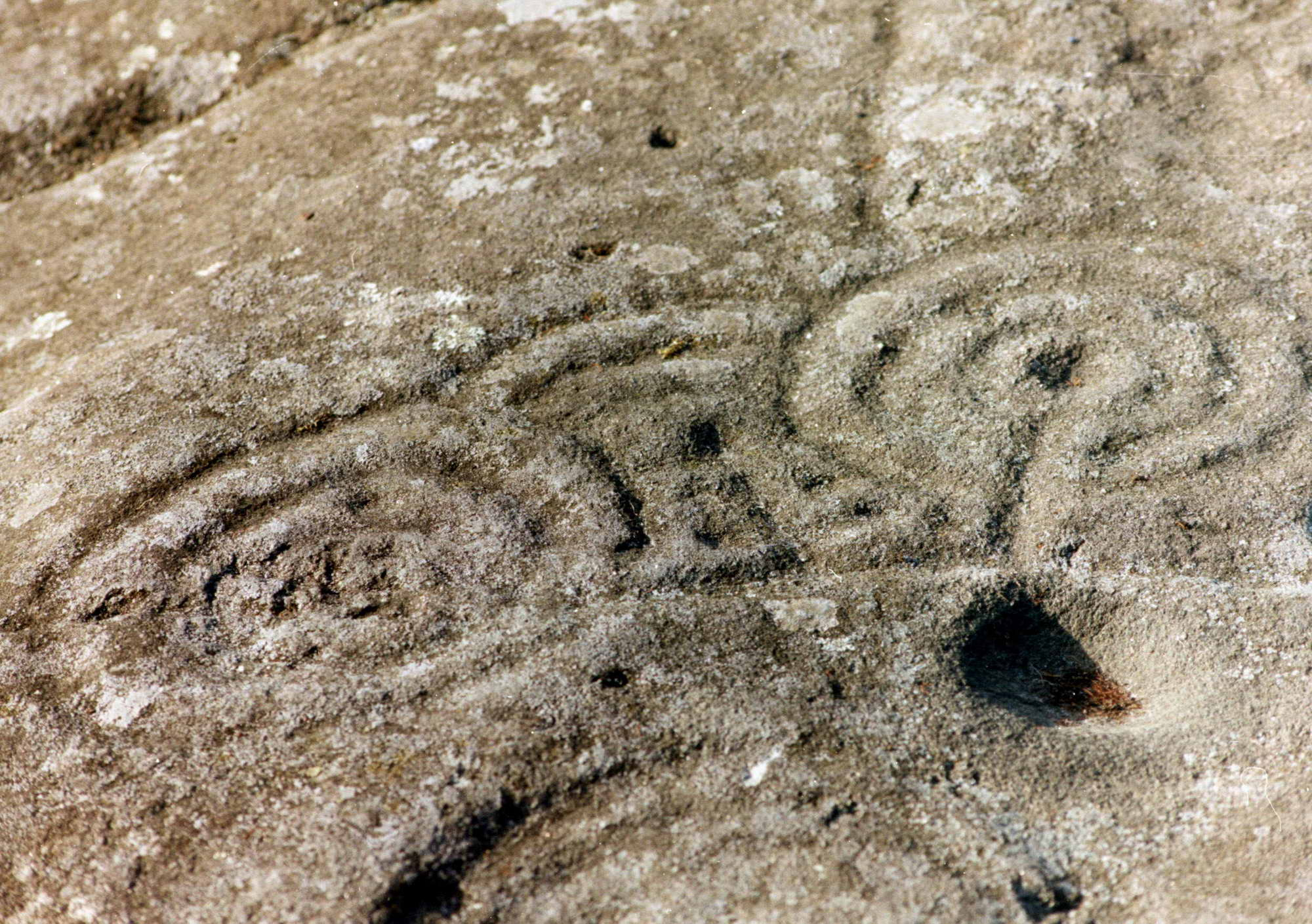
Лабіринти Могору: чашоподібні знаки і круги з Марина, провінція Понтеведра, Галісія

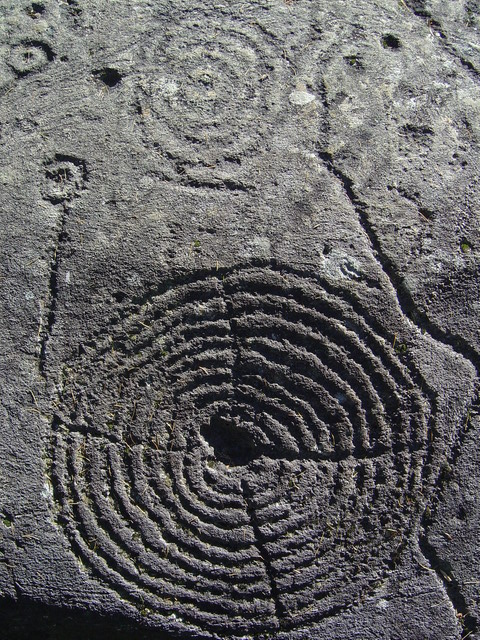
Чашоподібні знаки і круги з Альп, Каршенна, Швейцарія

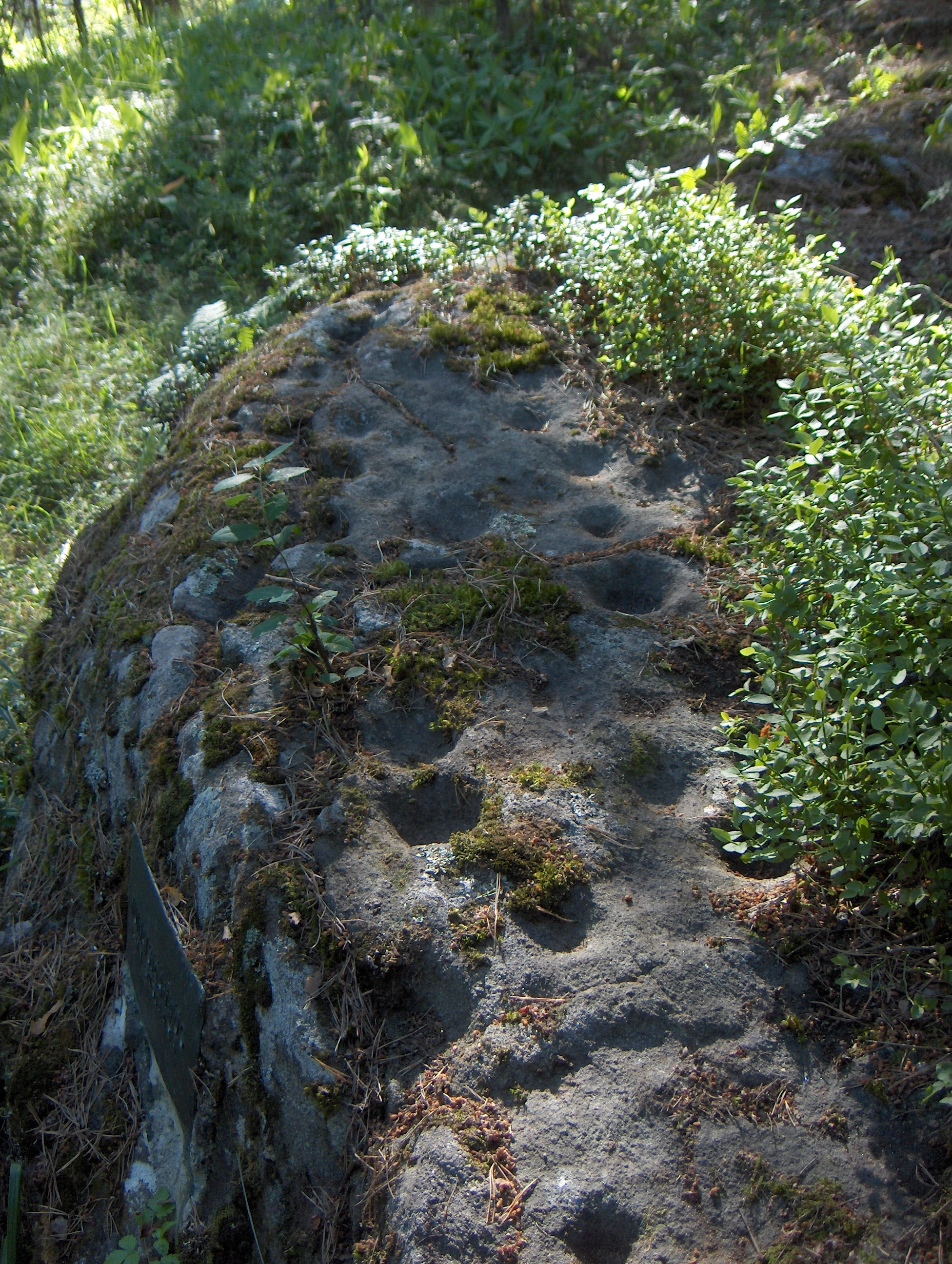
Знаки з Хартоли, Фінляндія

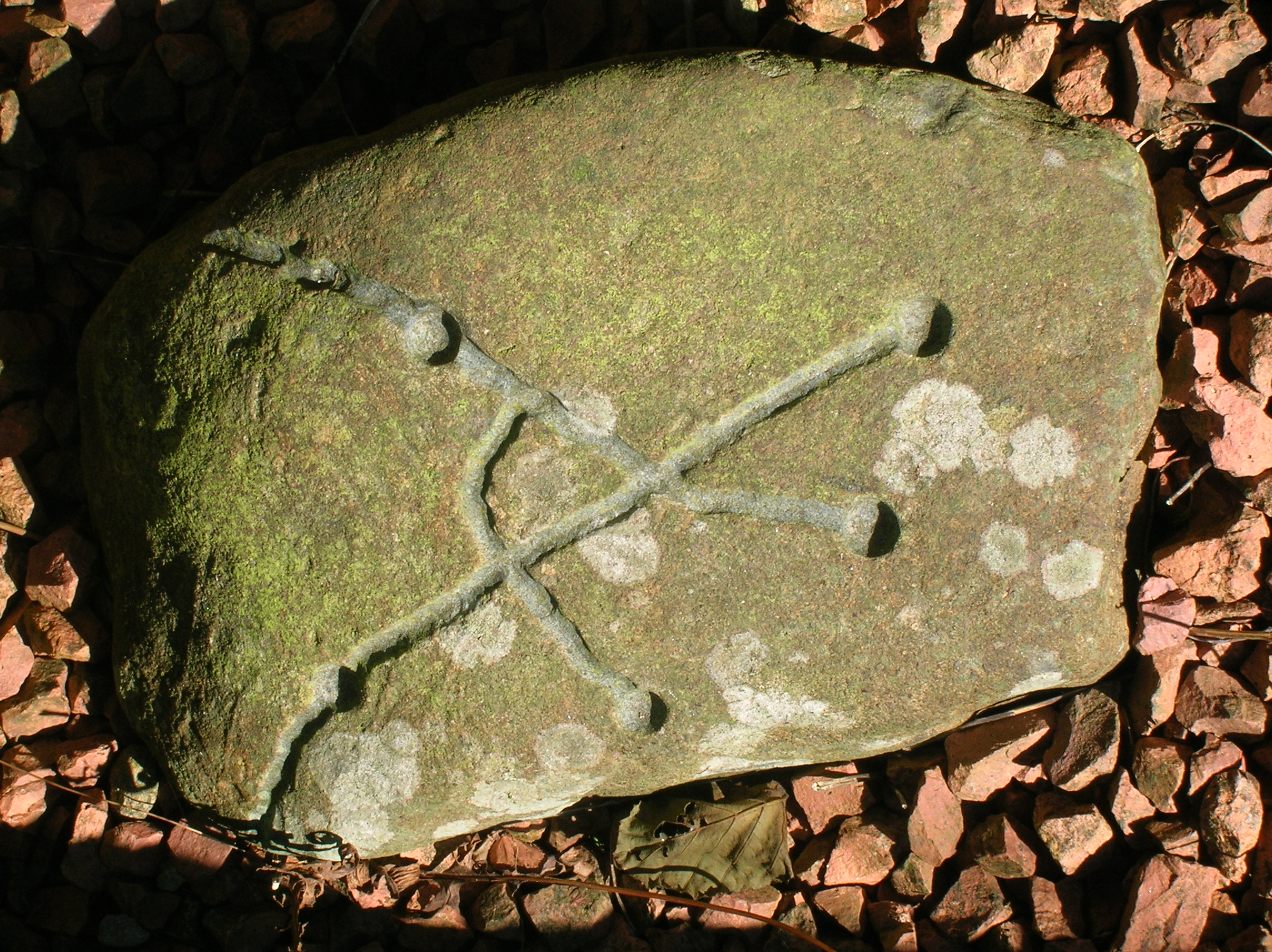
Копія незвичайного каменю з лунками з Museum of Ayrshire Country Life and Costume, Норт-Ейршир, Шотландія.

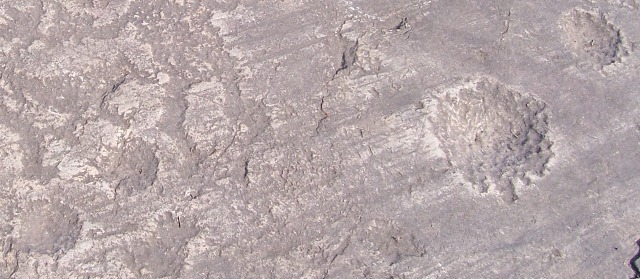
Маленькі лунки, Валь-Камоніка, Італія

Чашоподібний знак (англ. cup mark, нім. Schälcher), лунка — заглиблення в камені. В Україні зазвичай застосовують термін «лунка» (не плутати з лунками в землі).
Іноді заглиблення оточене концентричними кругами (англ. cup-and-ring mark). Круги можуть бути розділені радіальними лініями або мати жолоб, що відходить від центру. Такі зображення поширені головним чином в Атлантичній Європі (Північна Англія, Шотландія, Ірландія, Бретань, Галісія (північний захід Іспанії)), а також в Середземноморській Європі (північний захід Італії, Фессалія, центральна Греція, Швейцарія).
Атлантичні і середземноморські символи, як правило, корелюють з поширенням нащадків культури кардіальної кераміки («епікардіальних» культур), проте в цілому знаки є надкультурним «мандрівним сюжетом», оскільки зустрічаються в різних місцях світу, а найстаріші з відомих досі подібних знаків виявлено в палеолітичному печерному житлі Чаттан (Chattan). В Англії поширення чашоподібних знаків і концентричних кілець корелюються з пам'ятниками культури фуд-вессел. Вони зустрічаються не лише на природних валунах, але також на кромлехах, і плитах кам'яних ящиків та коридорних гробниць.

## Італія
Численні чашоподібні знаки круги виявлено серед петрогліфів долини Валькамоніка.
Також численні блоки з вигравійованими знаками знайдено на північному заході Італії, в П'ємонті.

## Кавказ
На Кавказі чашоподібні заглиблення зустрічаються на дольменах і скелях. Іноді вони досить густо усіюють дахи дольменів. Так, приміром, на відомому складеному дольмені на горі Нексис Геленджикського району серед маси цих лунок є округлі фігури з лунок або штрихів, усередині яких знаходяться також одна або більше лунок або хрест, що утворюється канавками. Припускається їх зв'язок з дольменною культурою Західного Кавказу. Але вивчення лунок украй ускладнене зважаючи на сильну ерозію поверхонь покривних плит.
Виявлено астрономічну і календарну символіку багатьох композицій, що утворюються лунками. Особливо це стосується концентричних груп. Такі дослідження були проведені на матеріалі наскельних малюнків Дагестану .

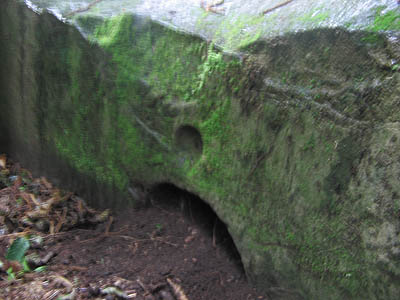
Чашоподібна лунка над вхідним отвором дольмена.

## Галерея

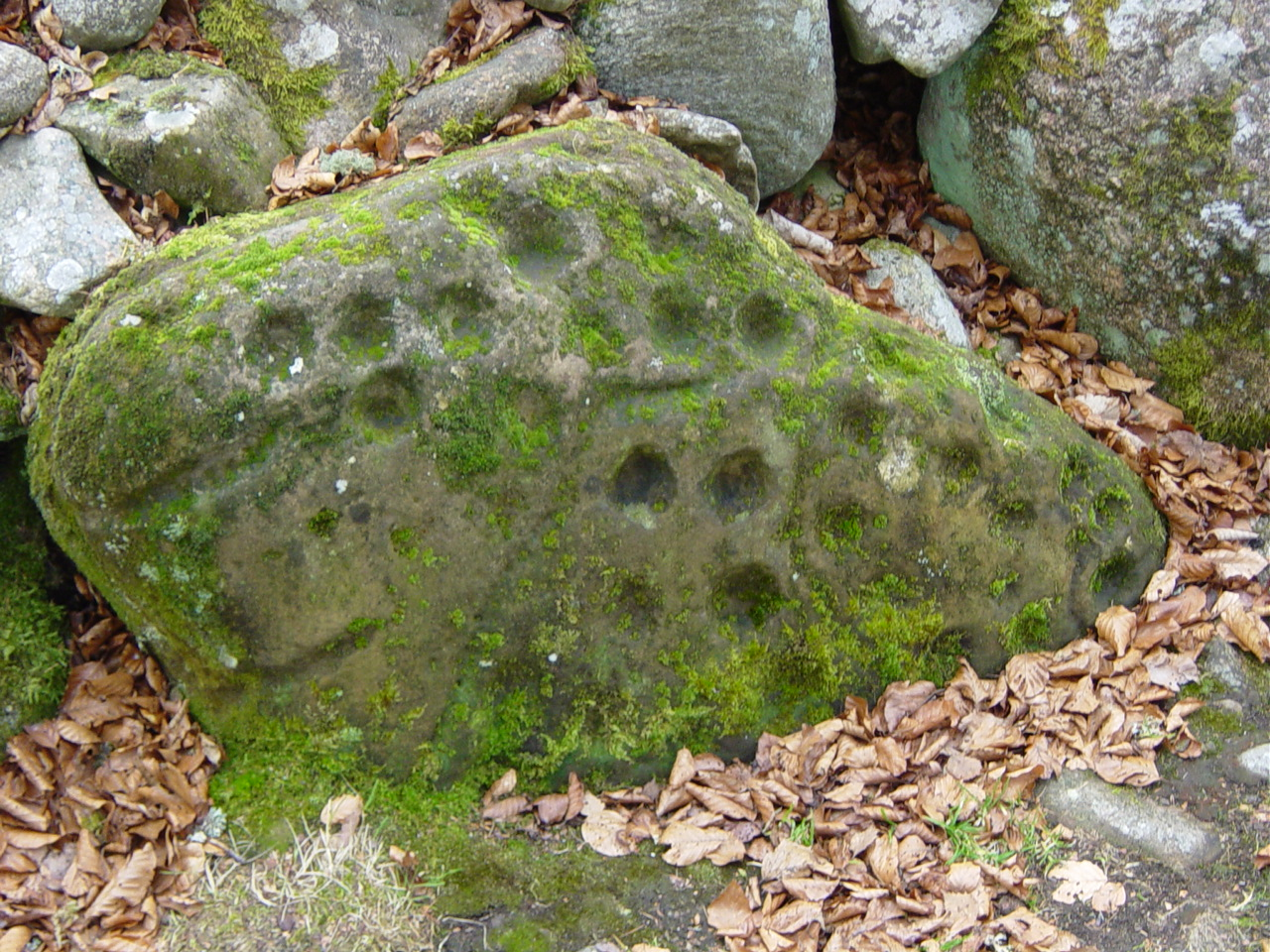
Чашочний камінь в каїрні Clava. Бронзова епоха. Шотландія
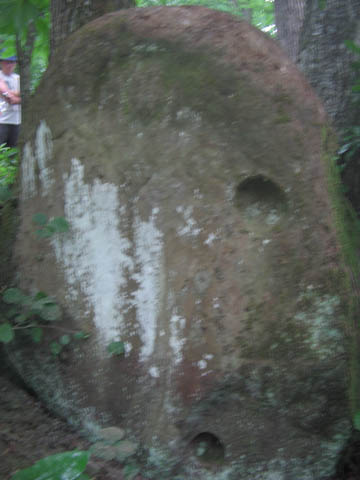
Чашочний камінь з двома лунками в урочищі Три дуби. Західний Кавказ
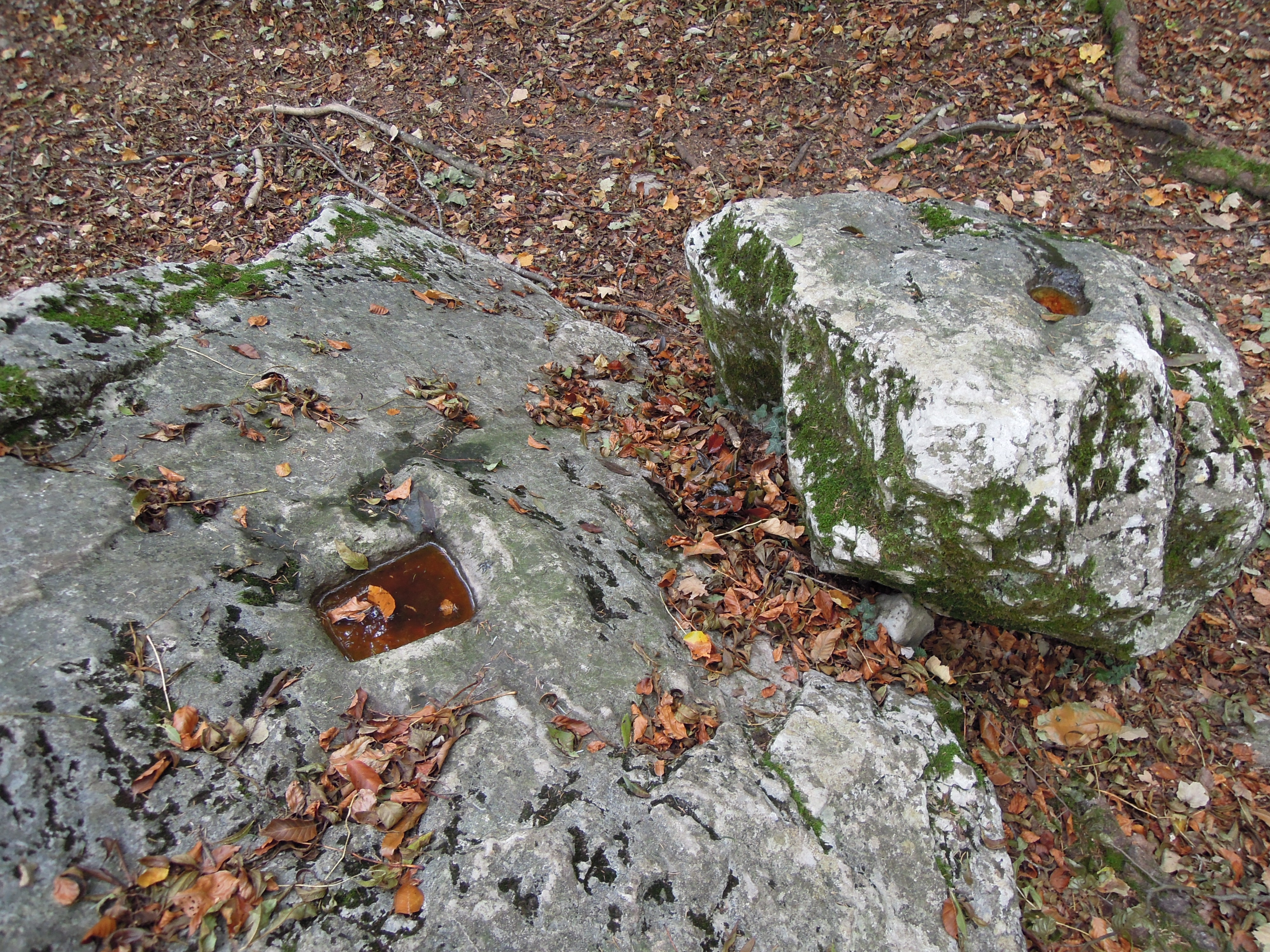
Два камені з чашоподібними заглибленнями Pierre du Chevrier (d'Yvorne), Швейцарія
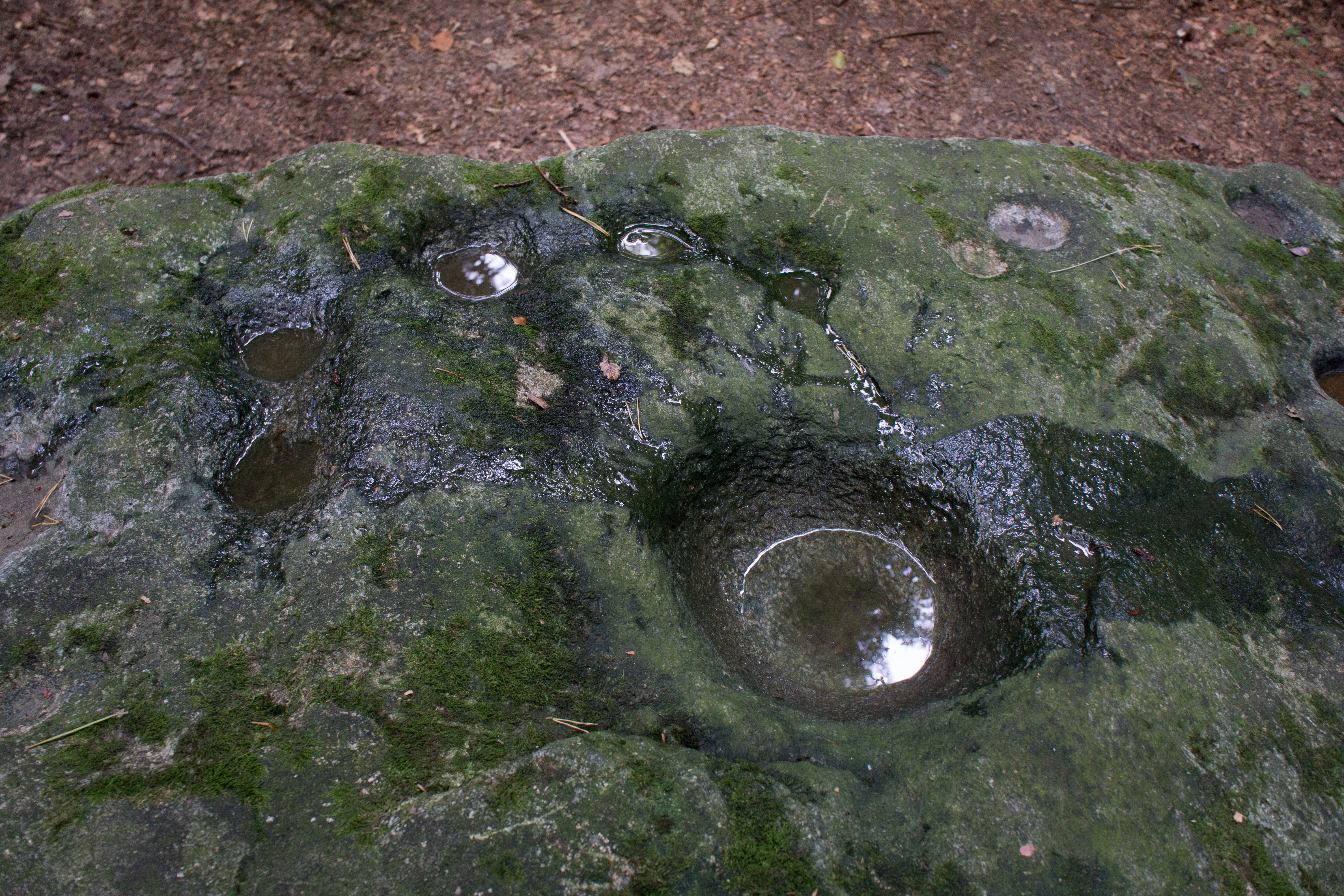
Mont-la-Ville, Швейцарія
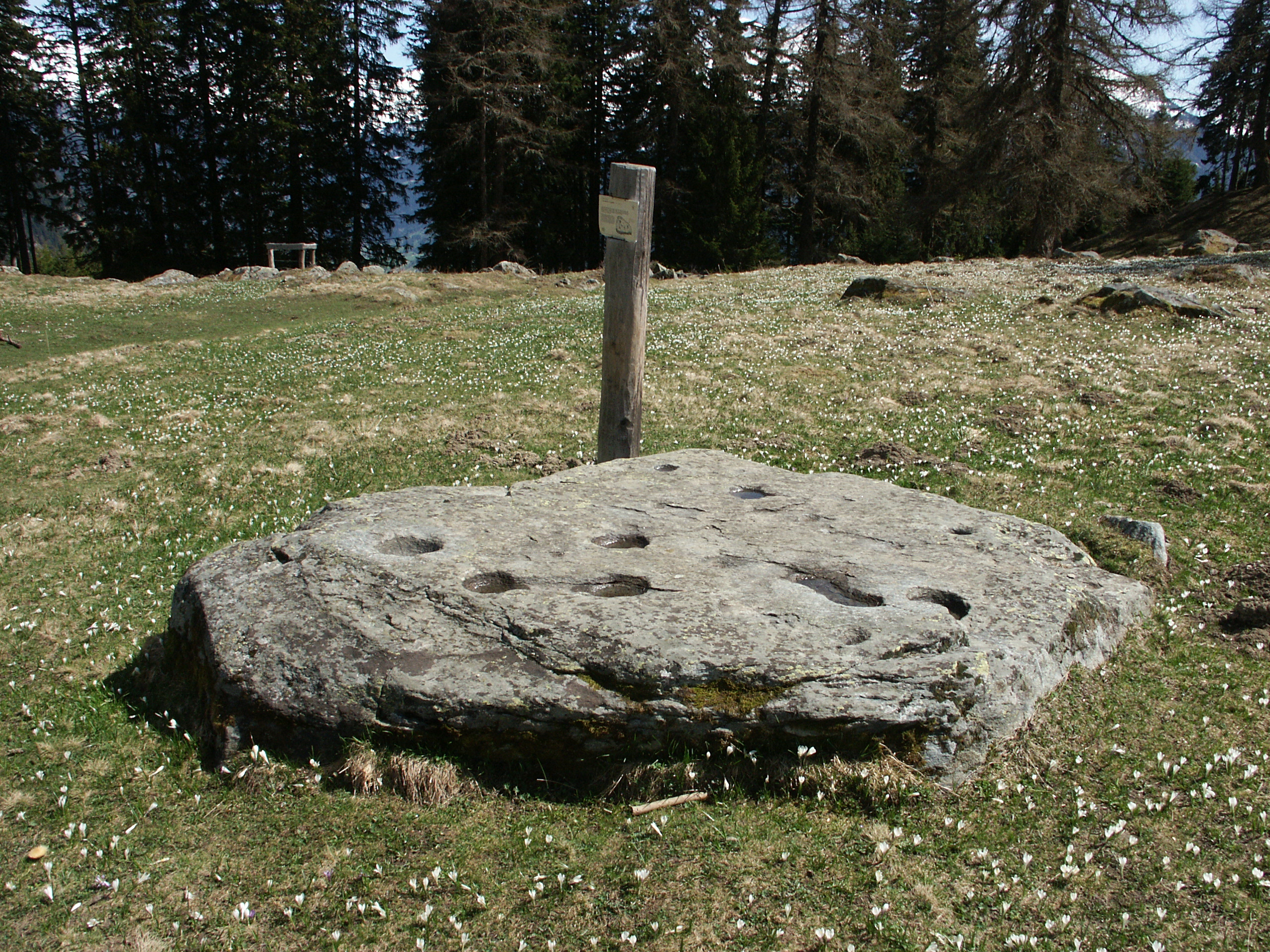
Чашоподібні заглиблення на камені у Коль-дю-Лейн, Вале, Швейцарія.
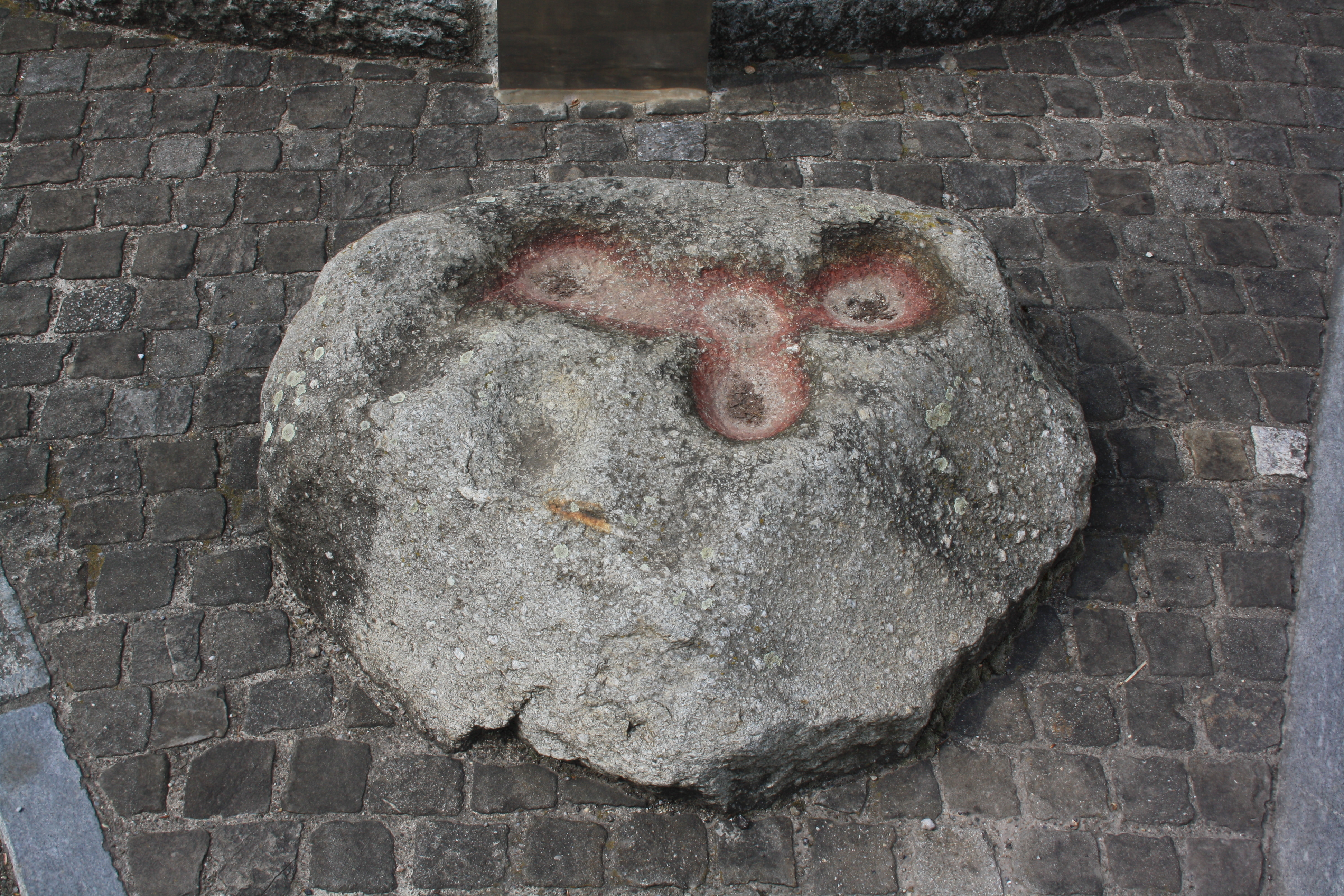
Чашоподібні порожнини в камені, Швейцарія
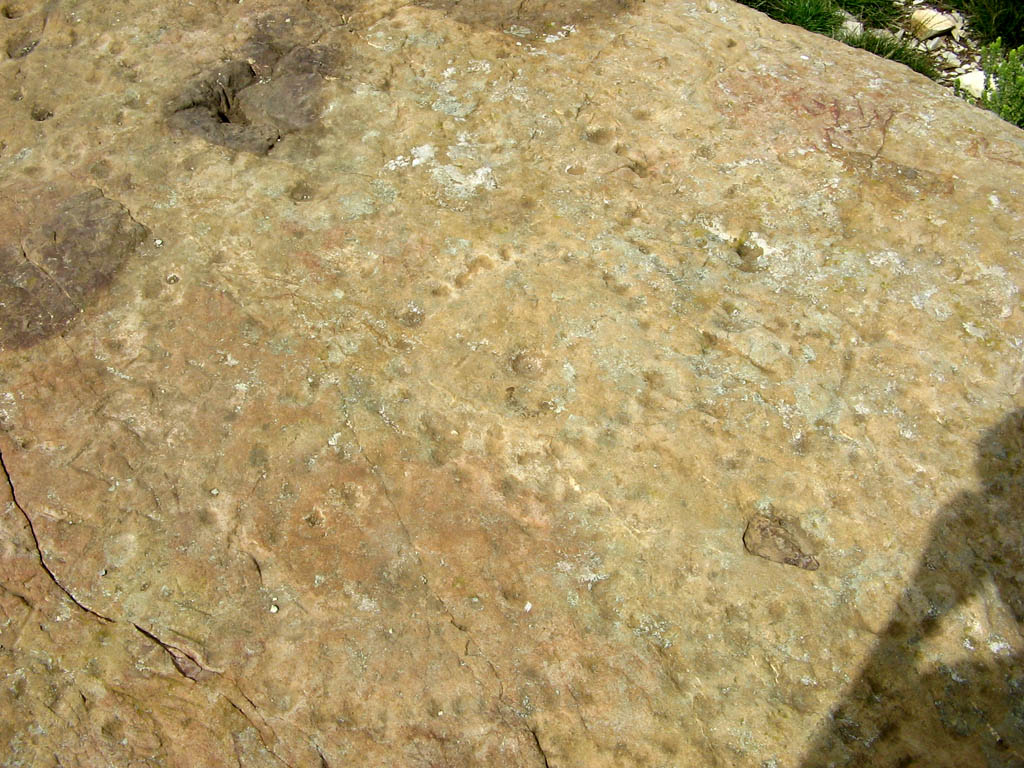
Мереживо з лунок на складеному дольмені гори Нексис.
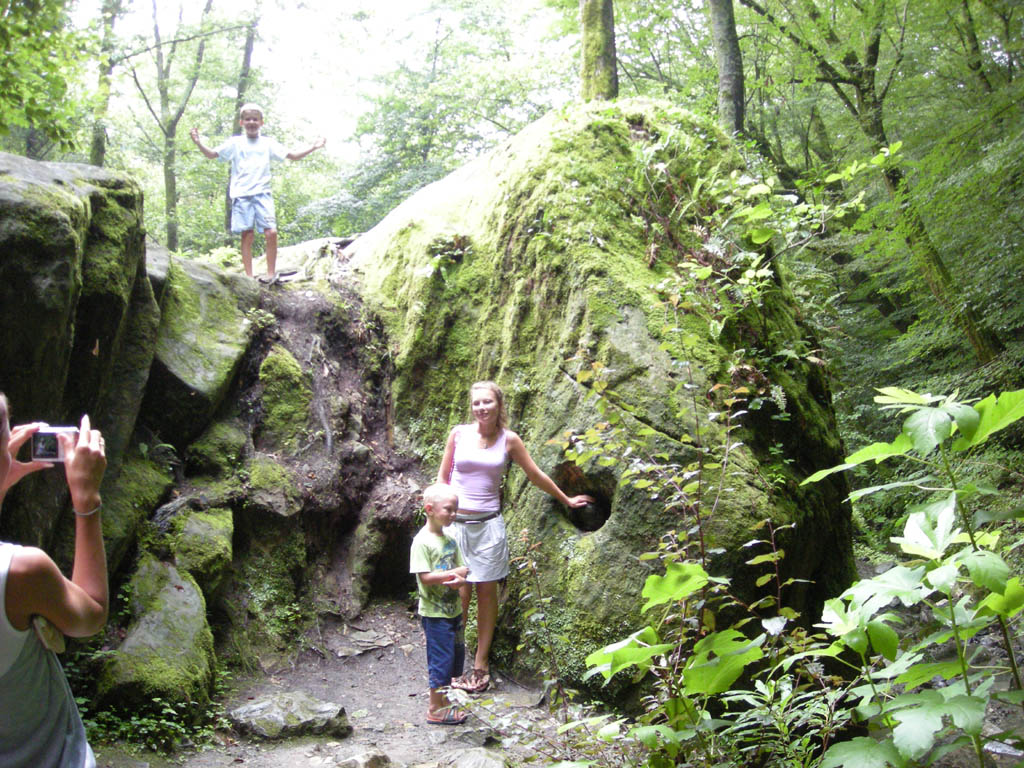
Чашоподібне заглиблення на зворотному боці Волконського дольмена-моноліта.